# DSA-612
La DSA-612 es una carretera perteneciente a la Red Secundaria de la Diputación Provincial de Salamanca que une la  A-66  con la localidad de Valdunciel.

## Origen y Destino
La carretera  DSA-612  tiene su origen en Calzada de Valdunciel en la salida 326 de la autovía  A-66 , y termina en el casco urbano de Valdunciel, formando parte de la Red de carreteras de Salamanca.